# Assassin's Creed Odyssey : Le Sort de l'Atlantide
Assassin's Creed Odyssey : Le Sort de l'Atlantide (en anglais, Assassin's Creed Odyssey - The Fate of Atlantis) est un contenu téléchargeable additionnel (DLC) de Assassin's Creed Odyssey développé par Ubisoft Québec et édité par Ubisoft. Le sort de l'Atlantide se compose de trois épisodes : Les champs de l'Élysée (Fields of Elysium), Le tourment d'Hadès (Torment of Hades) et Le jugement de l'Atlantide (Judgment of Atlantis). Les épisodes ont été publiés périodiquement entre avril et juin 2019 pour Microsoft Windows, PlayStation 4 et Xbox One.
Le Sort de l'Atlantide est la deuxième grosse extension de Assassin's Creed Odyssey. l'extension a reçu un accueil favorable de la part des publications spécialisées du jeux vidéo.

## Système de jeu
Le Sort de l'Atlantide est une extension du jeu Assassin's Creed Odyssey. Ce DLC se déroule dans la même période que la guerre du Péloponnèse, menée par la Ligue du Péloponnèse dirigée par Sparte contre la Ligue de Délos dirigée par Athènes entre 431 et 404 avant J.C.. Le joueur assume le rôle d'un misthios grec qui découvre les mystères de l'Atlantide, en passant par l'Élysée et les Enfers.

## Trame
Les champs de l'Élysée
Le tourment d'Hadès
Le jugement de l'Atlantide

## Développement et sortie
Le Sort de l'Atlantide est le premier DLC d'Assassin's Creed Odyssey. Les trois épisodes sont sortis numériquement sur PC via Epic Games Store et Ubisoft Connect, PlayStation 4 via PlayStation Network et Xbox One via Xbox Live entre le 23 avril et le 16 juillet 2019. Le passe de saison du jeu permet aux joueurs d'accéder aux épisodes individuels lorsqu'ils sont disponibles.